# Awassa City Football Club
El Awassa City Football Club es un club de fútbol de Etiopía de la ciudad de Awassa. Fue fundado en 1978 y juega en la Liga etíope de fútbol.

## Palmarés
- Liga etíope de fútbol: 2 (2004, 2007)[1]
- Copa etíope de fútbol: 1 (2005)[2]